# История почты и почтовых марок Сербии
История почты и почтовых марок Сербии подразделяется на периоды, соответствующие почтовым системам государств, в составе которых находилась территория Сербии (Османская империя, Югославия), автономной и независимой Сербии (1815—1918), австро-венгерской (1916—1918) и немецкой (1941—1944) администрациям и наконец современной Сербии (с 2006).

## Выпуски почтовых марок

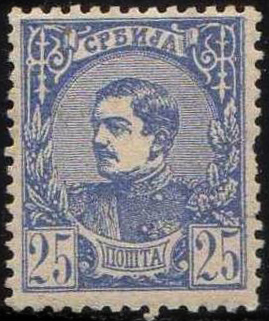
Почтовая марка Королевства Сербия, 1880(Mi #25)

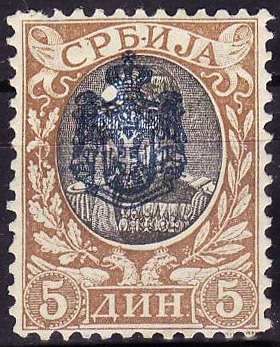
Марка Королевства Сербия с надпечаткой герба на портрете короля Александра Обреновича, 1903(Mi #71)

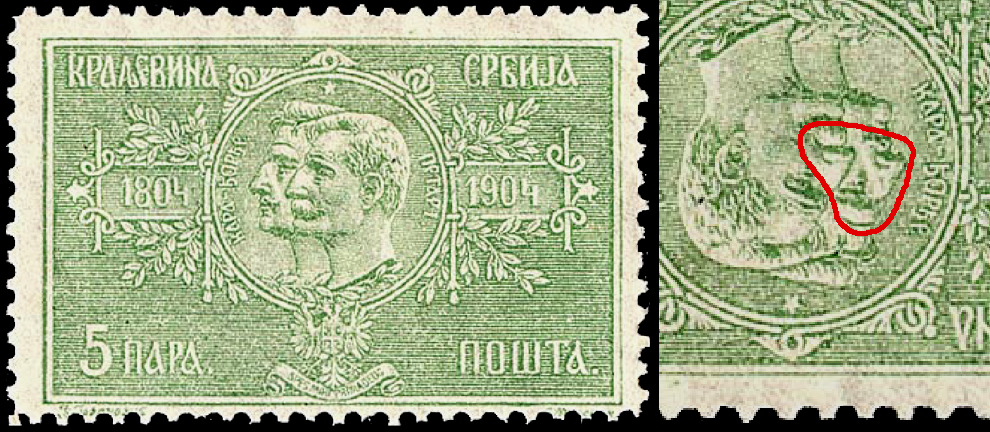
Марка Королевства Сербия «Лицо короля Александра», 1904(Mi #76)

### Ранний период

#### Монархическая Сербия
Государственная почтовая служба Княжества Сербия начала действовать 25 мая (7 июня) 1840 года. Почтовые отделения были открыты в Белграде и Крагуеваце. 15 октября 1843 года было выпущено «Устројеније поштанског заведенија» — первое правовое положение, регулировавшее деятельность почтовой связи.
Первые почтовые марки Сербии были выпущены 1 июля (13 июля) 1866 года. Это были три миниатюры с портретом князя Михаила III и надписью серб. «К. Сербска пошта». Марки печатались в Вене. В 1866—1868 годах эту серию печатали марки в Белграде с клише, переданных из Вены. Марки отличаются от венских зубцовкой (9½ вместо 12) и бумагой.
С 1869 по 1880 год выпускались марки с портретом князя Милана IV Обреновича. На марках этих выпусков не указано название государства.
В ноябре 1880 года, после провозглашения Королевства Сербии, в обращение поступили новые марки с портретом Милана IV в генеральской форме, надписью «Србиjа» и стоимостью в новой валюте. Эти марки были изъяты из обращения в марте 1890 года.
В 1900 году почтовую и телеграфную службы перевели в ведение Министерства строительства Сербии.
В 1902 году король Александр Обренович заказал в Париже серию марок со своим портретом. Их рисунок многократно переделывался, поэтому заказ был выполнен только в 1903 году. Однако в том же году произошёл дворцовый переворот, в результате которого Александр Обренович был убит. Отпечатанные марки с портретом убитого короля были выпущены в обращение в июне 1903 года, однако портрет был закрыт надпечаткой — сербским гербом.
В сентябре 1904 года были выпущены первые коммеморативные марки Сербии, посвященные 100-летию восстания против турецкого ига. Сюжетами серии из восьми миниатюр стали портреты основателя династии Карагеоргиевичей Георгия Карагеоргия и короля Петра I Карагеоргиевича и изображение сербских повстанцев в Орашаце. Марки изготовил французский гравёр Луи-Эжен Мушон. В декабре того же года их пришлось изъять, так как на миниатюрах с портретами обнаружился третий портрет: если смотреть на рисунок в перевёрнутом виде, можно увидеть между портретами Карагеоргия и Петра I Карагеоргиевича третье лицо, отдалённо напоминающее посмертную маску убитого короля Александра.
В 1906 году было основано Почтово-телеграфное объединение Королевства Сербия.
К 1912 году в Сербии насчитывалось 128 государственных отделений почт, телеграфов и телефонов.
Последняя серия этого периода, состоявшая из 13 марок с портретами короля Петра I Карагеоргиевича и кронпринца Александра, была выпущена в 1918 году, после освобождения Сербии от австро-венгерской оккупации. Миниатюры были подготовлены во Франции. Эта серия переиздавалась до 1920 года, марки печатались уже в Белграде.

#### Австро-венгерская оккупация

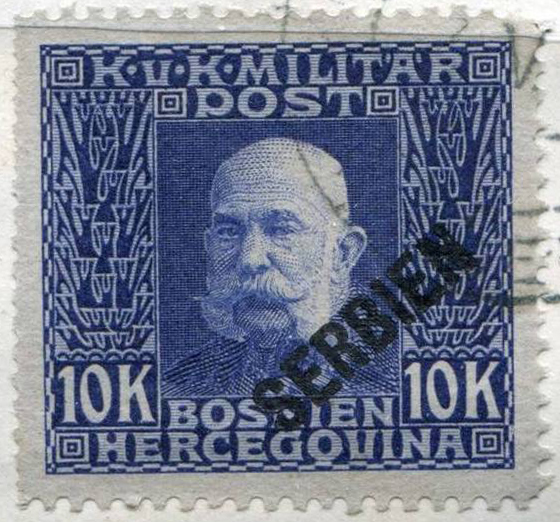
Почтовая марка для Сербии под австро-венгерской оккупацией, 1916(Mi #42)

В период австро-венгерской оккупации во время Первой мировой войны, на территории Сербии использовались марки австро-венгерской полевой почты и специальные выпуски для Сербии — марки Боснии и Герцеговины 1912—1914 годов с надпечаткой нем. «Serbien». Первая серия из 21 марки с горизонтальной надпечаткой была подготовлена ещё в 1914 году. Однако они не были выпущены в обращение, поскольку австрийская армия отступила. Марки поступили в продажу в 1916 году, одновременно со вторым выпуском с диагональной надпечаткой.

#### Болгарская оккупация Южной Сербии

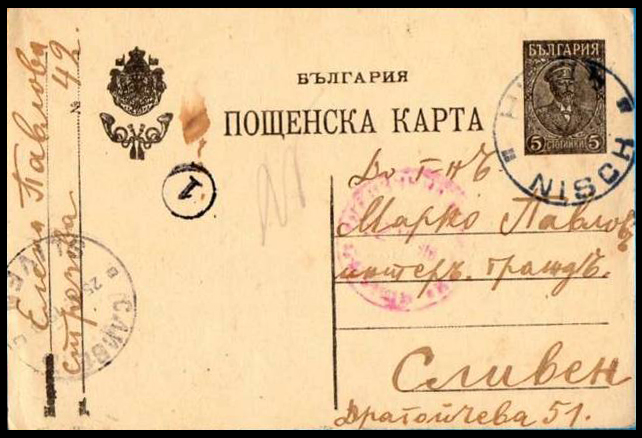
Почтовая карточка отправленная из Ниша в Сливен, 1918

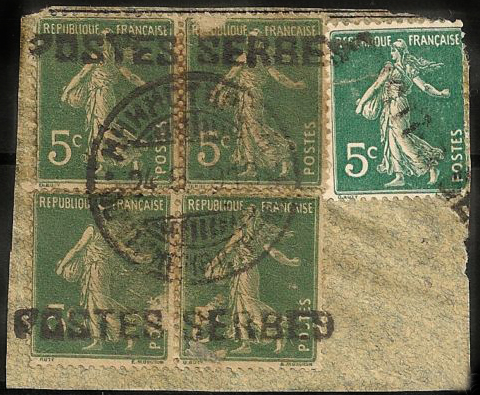
Почтовые марки сербского правительства на острове Корфу, 1916(Mi #IX)

В 1915 году, во время Первой мировой войны, Болгарией были оккупированы южная часть Сербии (ныне большую её часть занимает Республика Македония) и территория на восток от реки Моравы. Осенью того же года на занятой территории болгарскими властями были организованы почтовые конторы для общего пользования. Первые болгарские почтовые конторы начали функционировать 1 ноября 1915 года, например, в Бела-Паланке. До конца 1916 года их было учреждено 88 (включая конторы на территории нынешней Македонии): в Бабушнице, Брза-Паланке, Власотинце, Вране, Деспотоваце, Долни-Милановаце, Нише и др. За некоторым исключением болгарские почтовые конторы открывались в тех же местностях, где до оккупации существовали сербские почтовые конторы. Для почтовых нужд употреблялись болгарские знаки почтовой оплаты, которые в 1918 году вновь заменили сербскими. Осенью 1918 года болгарские почтовые конторы были закрыты.

#### Сербская почта на Керкире
В 1915 году после оккупации Сербии австро-венгерскими войсками сербская армия и правительство были эвакуированы на греческий остров Керкира (Корфу). Здесь для оплаты правительственной корреспонденции с 1916 года использовались марки Франции. После сдачи почтового отправления в почтовое отделение на марках или рядом с ними делалась надпечатка фр. «Postes Serbes» («Сербская почта»). Марки были изъяты в 1918 году по требованию Франции. В конце Первой мировой войны было изготовлено небольшое число негашеных экземпляров для коллекционеров.

### Между двумя мировыми войнами
1 декабря 1918 года было создано Королевство сербов, хорватов и словенцев (с 1929 года Королевство Югославия), в состав которого вошла Сербия. Марки Сербии изъяли из обращения 15 апреля 1921 года.
1 сентября 1919 года было принято постановление о создании почтово-телеграфной школы в Сербии.

### Немецкая оккупация

#### Оккупационные почтовые марки

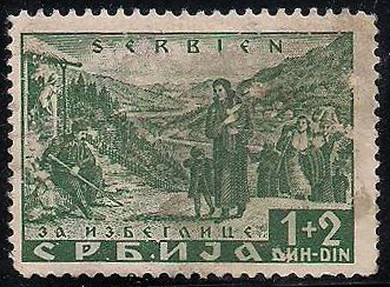
Почтово-благотворительная марка Сербии под немецкой военной администрацией, пострадавшему Смедерево, 1941 (Mi #47)

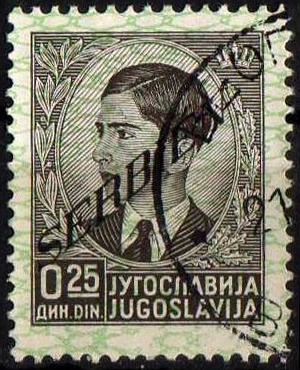
Первая почтовая марка Сербии под немецкой военной администрацией, 1941(Mi #1)

Во время Второй мировой войны с 1941 по 1944 год Сербия находилась под немецкой военной администрацией. Первые марки оккупированной Сербии поступили в обращение в июне 1941 года. Они представляли собой горизонтальную надпечатку чёрной краской текста «Serbien» на марках Югославии 1939 года с портретом короля Петра II Карагеоргиевича.
Первые две марки оригинальных рисунков вышли в сентябре 1941 года. Это были так же и первые почтово-благотворительные марки, дополнительный сбор от которых шёл на помощь пострадавшего от катастрофы населения города Смедерево (5 июня 1941 года, в результате взрыва немецкого арсенала боеприпасов в крепости, погибло более двух тысяч человек). На миниатюрах были изображены бастионы крепости Смедерево и беженцы.
Этому же событию был посвящён первый почтовый блок оккупированной Сербии, вышедший в сентябре 1941 года.
Последняя серия из девяти марок вышла в оккупированной Сербии в декабре 1943 года. На стандартных марках Сербии 1942—1943 годов была сделана надпечатка текста чёрной краской в четыре строки: «За пострадале / од англо-америчког / терор. бомбардовања / Ниша — 23-X-1943» («Пострадавшим от англо-американской террористической бомбардировки в Нише») и нового номинала.
На территории оккупированных Венгрией Баната и Бачки использовались венгерские марки.

#### Другие оккупационные марки
В июле 1941 года вышли первые авиапочтовые марки оккупационного режима. Они представляли собой надпечатку чёрной и карминовой краской текста «Serbien» на авиапочтовых марках Югославии 1937—1940 годов. Всего было выпущено три серии авиапочтовых марок. Последняя вышла в июле 1942 года.
| Особые марки Сербии под немецкой военной администрацией | Особые марки Сербии под немецкой военной администрацией | Особые марки Сербии под немецкой военной администрацией |
| ------------------------------------------------------- | ------------------------------------------------------- | ------------------------------------------------------- |
|                                                         |                                                         |                                                         |
| 1941: авиапочтовая марка (Mi #17)                       | 1943: доплатная марка (Mi #16)                          | 1943: служебная марка (Mi #1)                           |

В июне 1941 года вышли первые доплатные марки оккупированной Сербии — надпечатка текста «Serbien» на доплатных марках Югославии. В январе 1942 года вышли марки оригинальных рисунков. Последние доплатные марки были выпущены в обращение в июле 1943 года.
В январе 1943 года была выпущена служебная марка с изображением герба Сербии под немецкой военной администрацией.

### В составе Югославии
С декабря 1944 года на территории Сербии в обращение находились почтовые марки Югославии. С апреля 2003 года — марки Государственного Союза Сербии и Черногории.
1 января 1990 года была образована государственная компания ПТТ «Сербия». 29 мая 1997 года ПТТ «Сербия» была преобразована в холдинг. Также была создана телекоммуникационная компания «Телеком Сербия».

### Современная Сербия
5 июня 2006 года прекратил существование Государственный Союз Сербии и Черногории. 30 июня 2006 года вышли первые стандартные марки современной Сербии. Это были две миниатюры с изображением государственного флага и герба Сербии. В этот же день была выпущена коммеморативная марка, посвящённая 200-летию Битвы при Мишаре 1806 года во время Первого сербского восстания.
В июне 2007 года вышел первый почтовый блок, посвящённый филателистической выставке «Srbijafila XIV», проходившей в Белграде. Блок состоял из двух миниатюр, на первой был изображён Стефан Лазаревич, на второй — замок.

#### Косово
С 1990-х годов большая часть территории Автономного Края Косово и Метохия фактически контролируется частично признанной Республикой Косово, осуществляющей с 2000 года собственную эмиссионную политику. Почтовую деятельность на территории сербских анклавов края осуществляет государственное предприятие «Приштина», подразделение ПТТ «Сербия». С 2005 года на большей части территории Косово почтовые услуги оказывает корпорация Почта и телекоммуникации Косова.

## Другие виды почтовых марок

### Газетные
1 мая 1866 года были выпущены первые газетные марки Сербии номиналом в 1 и 2 пара с изображением государственного герба и надписью серб. «К. Сербска пошта». Газетные марки были первыми марками Сербии, они вышли на два месяца раньше почтовых. Миниатюры печатались в Вене в листах по 12 штук.
Второй выпуск газетных марок состоялся в марте 1867 года. На миниатюрах был помещён портрет князя Михаила III Обреновича.
| Газетные марки Сербии                                     | Газетные марки Сербии                | Газетные марки Сербии                    |
| --------------------------------------------------------- | ------------------------------------ | ---------------------------------------- |
|                                                           |                                      |                                          |
| 1866: марка первого выпуска — первая марка Сербии (Mi #7) | 1867: марка второго выпуска (Mi #9B) | 1911: марка последнего выпуска (Mi #114) |

Согласно закону о почтовых марках для писем и газет от января 1866 года газетные марки служили для уплаты почтового сбора с иностранных газет; сербские газеты почтовым сбором не облагались. Марки клеили на газеты и не гасили. Известны гашёные газетные марки, которые вопреки инструкциям использовали для пересылки писем.
В декабре 1911 года на частных благотворительных марках Сербского союза прессы была сделана надпечатка герба Сербии. Эти марки использовались в качестве государственных газетных марок. Были изъяты из обращения в ноябре 1912 года.

### Доплатные

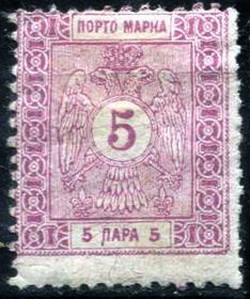
Первая доплатная марка Сербии, 1895(Mi #1)

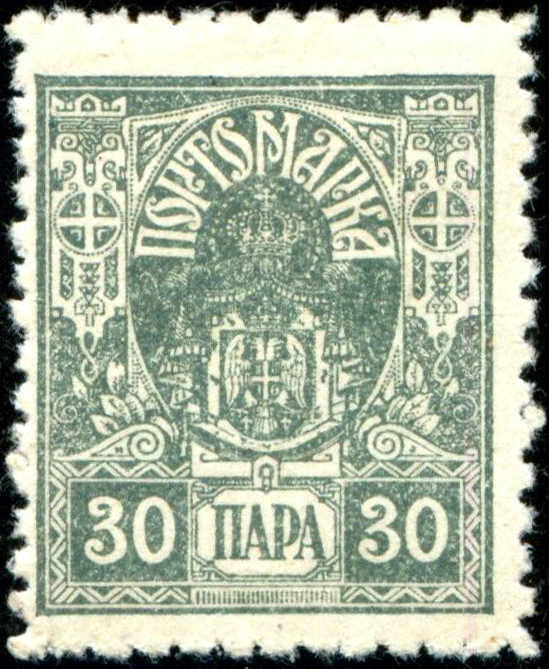
Доплатная марка последнего выпуска (Белград), 1919(Mi #14II)

В апреле 1895 года вышли первые доплатные марки Сербии. На них был изображён двуглавый орёл с цифрой номинала на щитке. Марки переиздавались в 1898—1909 годах и в 1914 году. В 1918 году вышли доплатные марки с новым рисунком — гербом королевства и надписью «Портомарка». Они печатались в Париже. В 1919 году три марки из этой серии переиздали в Белграде. Доплатные марки были изъяты из обращения в сентябре 1928 года.

### Почтово-налоговые
В Сербии сохраняется существовавшая в Югославии традиция организации различных «недель» (солидарности, Красного Креста и проч.), во время которых вся корреспонденция дополнительно оплачивается почтово-налоговыми марками. Первая такая марка вышла в сентябре 2006 года и посвящалась Красному Кресту Сербии.